# ターフェルバーグ (補給艦)
ターフェルバーグ（SAS Tafelberg, A243）とは、南アフリカ海軍の補給艦である。艦名はテーブルマウンテンのアフリカーンス語呼称に由来する。

## 来歴
本艦は、デンマークの東アジア株式会社（Aktieselskabet Det Østasiatiske Kompagni）の発注により、ナクスコウ造船所で建造され、Annamと命名され1958年10月23日に竣工した。
Annamは、5年契約でブリティッシュ・ペトロリアムにリースされた。
1965年、Annamは南アフリカ共和国の海運会社Safmarineに買い取られ、ターフェルバーグと改名された。南アフリカに回航後はダーバン造船所にて整備と洋上補給用の装備を取り付ける改修を受けたのち、1967年8月に南アフリカ海軍に就役した。

### 衝突事故
1982年2月中旬、ターフェルバーグは南アフリカ海軍のプレジデント級フリゲート「プレジデント・クルーガー (F150)」「プレジデント・プレトリアス (F145)」、ダフネ級潜水艦「エミリー・ホブホース (S98)」と共に対潜戦演習を行っていた。
2月18日午前4時ごろ（現地時間）、水上艦3隻は潜水艦の模擬攻撃に備えての回避行動をとった際、「プレジデント・クルーガー」側の操艦ミスにより「ターフェルバーグ」の進行コースと交差、「プレジデント・クルーガー」の左舷胴体に「ターフェルバーグ」の艦首が突っ込む形で衝突した。
衝突から約40分後に「プレジデント・クルーガー」はケープ・ポイントの南西78海里（144km）沖に沈没。この事故により「プレジデント・クルーガー」の乗員16名が死亡した。

### 揚陸艦への改修
1983年から1984年にかけて、ターフェルバーグは大規模な改修を受けた。艦橋と煙突部構造物の間にあった洋上補給用装備を撤去して中央甲板にヘリコプター甲板を追加したほか、大型のヘリ格納庫2基が追加された。
この改修によりピューマやオリックスを2基運用可能となった。
また、ヘリコプター甲板の下部には海兵隊員300人分の宿泊設備や医療設備、6隻のDelta高速上陸用舟艇を吊りあげておくためのダビットが追加された。
但し、艦橋前部の甲板には洋上補給用設備が残されたため、補給艦としての機能は維持されていた。

### 退役
ターフェルバーグは、老朽化が進んだこともあり1993年に退役した。
後継艦としては、1980年代にダーバンのSandock Australで建造されたドラケンスバーグ (A301)と、1993年にウクライナより購入したオーテニカ (A302)が充てられた。